# Tamale

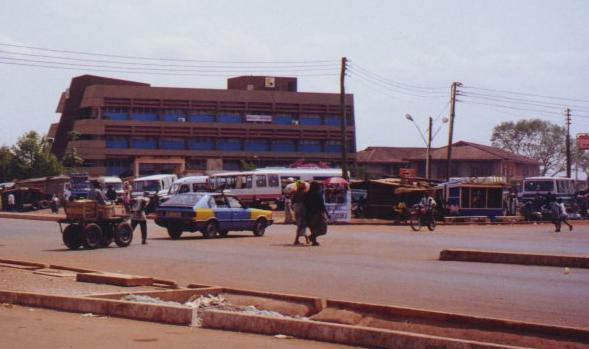
Centro de Tamale (Novembro de 1999)

Tamale é uma cidade do norte do Gana, capital da região do Norte. No último censo realizado em 2000, a cidade possuía 202.317 habitantes, sua população estimada para 2005 era de 305.000 habitantes.
- latitude: 9° 41' 6 Norte
- longitude: 0° 49' 57 Oeste
- altitude: 146 metros

A cidade é  habitada principalmente pelo povo Dagomba, que fala o Dagbani e são seguidores do Islã.
Existema várias organizações com escritório em Tamale, tais como:
- USAID
- Serviços para alívio Católico (CRS)
- Instituto de Lingüística, Alfabetização e Tradução da Bíblia de Gana ()
- Associação de Empoderamento do Norte (NEA)
- Instituto Tamale de Estudos Interculturais ()

Por conta das inúmeras ONGs locais e internacionais, Tamale é freqüentemente mencionada como a capital das ONGs do Gana.